# باتريك يوهانسون (لاعب كرة قدم)
باتريك يوهانسون (بالسويدية: Patrik Johansson)‏ هو مدرب كرة قدم ولاعب كرة قدم سويدي، ولد في 2 أبريل 1968 في لاندسكرونا في السويد. لعب مع نادي لاندسكرونا ‏.